# Yeganə Axundova
Yeganə Axundova (aserbaidschanisch Yeganə Əsgər qızı Axundova; russisch Егяна Аскер кызы Ахундова, Transkription Jegjana Asker kysy Achundowa; internationale Schreibweise Yegana Akhundova; geboren am 22. Mai 1960 in Şəki, Aserbaidschanische SSR, Sowjetunion) ist eine aserbaidschanische Pianistin, Komponistin und Hochschullehrerin.

## Leben
Yeganə Axundova besuchte in Baku zunächst die nach dem Sänger Bülbül benannte Spezialmusikschule. Ab 1978 studierte sie an der Hacıbəyov Musikakademie Baku bei der Pianistin Nigar Usubova (1914–1995) und legte 1983 das Examen ab. Anschließend vervollständigte sie 1984 ihre Ausbildung am Moskauer Konservatorium bei dem Pianisten Lew Naumow.
Axundova lehrt seit 1985 an der Musikakademie Baku. Zunächst war sie von 1985 bis 1992 als Pianistin und Korrepetitorin (Konzertmeisterin im osteuropäischen Sprachgebrauch) dort tätig. Anschließend ging sie ganz in den Lehrberuf und unterrichtet seit 1992 dort im Fach Klavier.
Außerdem hielt sie 2000 bis 2005 als Leiterin des Kulturfachbereichs an der Khazar University Vorlesungen über aserbaidschanische und internationale Kultur. Mit Studierenden und Lehrenden dieser Universität brachte sie dort 2006 eine englischsprachige Inszenierung der musikalischen Komödie Arşın mal alan von Üzeyir Hacıbəyov auf den Weg.
2003 wurde sie außerordentliche Professorin im Fach Klavier an der Musikakademie Baku, 2005 Vizerektorin für Internationale Beziehungen und Bildung. 2009 erhielt sie eine Professur an der Musikakademie.

## Schaffen
Ihr Repertoire als Pianistin umfasst sowohl Werke der westeuropäischen und russischen klassischen Musik wie auch Werke aserbaidschanischer Komponisten wie Üzeyir Hacıbəyov, Qara Qarayev, Fikrət Əmirov und Cövdət Hacıyev. Sie konzertiert international, u. a. mit Musikern wie Shlomo Mintz, Nina Kogan, Cornelia von Kerssenbrock und Əyyub Quliyev, in den USA, in Kanada, Russland, Frankreich, Spanien, Norwegen, Ungarn und in der Türkei.
Als Komponistin schrieb sie vor allem Werke für Klavier, darunter Präludien, Sonatinen und das Konzertstück Ашугская für zwei Klaviere. In Musikvideo-Clips wie Mi Parti, İthaf und Mea Memoria mit Klavier, Orchester, Band und Chor verbindet sie Elemente aus Pop, Jazz, Filmmusik und der aserbaidschanischen Melodik mit Einflüssen aus der klassischen Musik in der Tradition von Sergei Rachmaninow. Ihr Album Fikrət Əmirov 100 (2022) wurde in die Longlist der Nominierungen zu den Grammy Awards 2023 in der Kategorie Best Classical Compendium aufgenommen.
Als Hochschullehrerin verfasste sie klavierpädagogische Schriften zur Werkinterpretation u. a. von Alexander Skrjabin und Sergei Rachmaninow.

## Auszeichnungen
Axundova wurde u. a. von der Internationalen Kulturgesellschaft Baku als Interpretin und Komponistin 2000 mit dem Humay-Nationalpreis (Humay Mükafatı) für das beste Musikvideo ausgezeichnet. Im Rahmen des Niagara International Music Festival 2007 in Kanada erhielt sie den Ehrentitel The Golden Muse of Niagara zuerkannt, im selben Jahr folgten die Yusif-Məmmədəliyev-Medaille und der Ehrentitel Verdiente Künstlerin Aserbaidschans. Das Euro-American Women’s Council (EAWC) verlieh ihr 2010 in Griechenland den Internationalen Preis Successful Women of the Year. Hinzu kamen 2012 der Ehrentitel Volkskünstlerin Aserbaidschans und 2021 die Tərəqqi-Medaille.